# Cima delle Fasce
La Cima delle Fasce (2.860 m s.l.m.) è una vetta del gruppo delle Levanne. Si trova in Piemonte.

## Caratteristiche
La montagna si trova su un costolone che, staccandosi dallo spartiacque tra la Val Grande di Lanzo e la Valle dell'Orco, divide tra loro i valloni di Dres e di Niel. Il Colle di Nel (2.551 m) la separa verso nord dalla Corbassera (2.607 m), mentre una sella a quota 2810 m la divide a sud dalla Levannetta. La parte sommitale della montagna è composta da due elevazioni, quella meridionale a quota 2860 m e quella settentrionale a quota 2854.

## Salita alla vetta
La via normale per la salita alla cima delle Fasce è quella che dal Colle di Nel si tiene nei pressi della cresta nord della montagna. È valutata di difficoltà EE e si conclude in genere con l'accesso alla cima settentrionale, a 2854 metri di quota.
La salita invernale alla Cima delle Fasce è una classica gita scialpinistica; anche in questo caso viene in genere salita solo la cima nord, che offre comunque un buon panorama sulle montagne della zona.

## Punti di appoggio
- Rifugio Guglielmo Jervis

## Protezione della natura
La montagna si trova all'interno del Parco Nazionale del Gran Paradiso.